# Wodorotlenek żelaza(III)
Wodorotlenek żelaza(III), Fe(OH)
3 – nieorganiczny związek chemiczny z grupy wodorotlenków. Jest to ciało stałe koloru czerwonego. W rzeczywistości wodorotlenek żelaza(III) ma zmienny skład wyrażony wzorem xFe
2O
3·yH
2O. Nierozpuszczalny w wodzie i alkoholu. Stosowany jest jako pigment oraz przy oczyszczaniu wody.

## Występowanie
Częściowo odwodniony wodorotlenek o wzorze Fe(O)OH tlenowodorotlenek żelaza(III) występuje naturalnie m.in. jako goethyt i lepidosyt.

## Otrzymywanie
Wodorotlenek żelaza(III) Fe(OH)3 nie został wyizolowany w czystej formie. Roztwory koloidalne tego związku otrzymuje się przez dodanie mocnej zasady do roztworu soli żelaza(III) – wytrąca się brązowy galaretowaty osad:
FeCl
3 + 3NaOH → Fe(OH)
3↓ + 3NaCl
Koloid wolny od obcych jonów można otrzymać w wyniku hydrolizy etanolanu żelaza(III), Fe(OC
2H
5)
3.